# Reino Iquíxida
O Reino Iquíxida ou Emirado Iquíxida foi um emirado independente de facto surgido em 935 quando Maomé ibne Tugueje (r. 935–946) foi designado governador do Egito e agiu semiautonomamente em relação ao governo central do Califado Abássida em Bagdá. Sua dinastia, os iquíxidas, eram de origem turca. Em 937, foi nomeado iquíxida (persa para "príncipe") pelo califa Arradi (r. 934–940) e pôde assegurar sua posição em relação ao emir de emires Maomé ibne Raique e o hamadânida Ceife Adaulá (r. 945–967) de Alepo. De 946 a 968, o poder ficou nas mãos do vizir Abul Misque Cafur, embora Unujur (r. 946–961) e Ali (r. 961–966) mantiveram-se como soberanos nominais. Por algum tempo, Cafur com sucesso conseguiu repelir as investidas hamadânidas e fatímidas em seu território e patrocinou as artes. Em 969, o Califado Fatímida derrubou Abul Fauaris Amade ibne Ali (r. 968–969) no Egito, enquanto os hamadânidas repeliram os governadores iquíxidas do norte da Síria.